# Lulu.com

Ehemaliges Logo von Lulu.com

Lulu.com ist eine 2002 gegründete Self-Publishing-Plattform mit Sitz in Morrisville (North Carolina), die im Print-on-demand-Verfahren als Dienstleister für die Selbstpublikation von Büchern, E-Books, Fotobüchern und Kalendern tätig ist.

## Geschichte
Das Unternehmen wurde 2002 vom Kanadier Bob Young gegründet, der auch schon bei der Gründung von Red Hat beteiligt war. Der Name „Lulu“ stammt von einem altmodischen, amerikanischen Ausdruck für „bemerkenswerte Person, Sache oder Idee“.
Der Start war eher verhalten mit 55.000 gedruckten Büchern in den ersten zweieinhalb Jahren. Erst 2006 zogen die Verkäufe an und der Betrieb wurde rentabel. Mitte 2007 erreichte das Unternehmen einen monatlichen Ausstoß von 160.000 Büchern und druckte gleichzeitig das einmillionste Buch. Das Angebot war bereits 2008 im Wesentlichen mit Books on Demand vergleichbar, wies im Detail jedoch schon damals einige Unterschiede auf. Beide Anbieter haben zudem seither ihre Angebote punktuell immer wieder verändert.
Stand November 2018 wurden, nach unternehmenseigenen Angaben, rund 1,8 Millionen Bücher veröffentlicht. Die Anzahl der Autoren liegt bei über 1,1 Millionen und die Summe der Autorenhonorare bei fast 75 Millionen Euro.

## Konzept
Lulu.com verzichtet ganz auf Lektoren, die die Texte gegenlesen und erklärt das damit, dass der Nutzer die volle Kontrolle über seine Texte besitzen müsse und man ihm keine Änderungen aufzwingen wolle.
Bücher können bei Lulu.com eingestellt werden, bei Bestellung durch andere Nutzer wird dann auf Abruf gedruckt. Es werden also immer nur so viele Exemplare gedruckt, wie tatsächlich bestellt werden. Aus den Einnahmen werden die Druckkosten beglichen, der Rest geht unter Abzug einer Provision für Lulu.com an den Autor.
Einige der auf Lulu.com gelisteten Bücher lassen sich kostenlos herunterladen, so zum Beispiel Die Anarchisten und Der Unschuldige des 1933 verstorbenen schottisch-deutschen Schriftstellers John Henry Mackay.